# Endropiodes indictinaria
Endropiodes indictinaria là một loài bướm đêm trong họ Geometridae.